# Pak Csuho
Pak Csuho (hangul: 박조후, handzsa: 朴柱昊, RR: Park Joo-ho; Szöul, 1987. január 16. –) dél-koreai labdarúgóhátvéd, de középpályásként is bevethető. Ő volt a dél-koreai U20-as labdarúgó-válogatott csapatkapitánya a kanadai 2007-es U20-as labdarúgó-világbajnokságon.